# Horacee Arnold
Horacee Arnold (Horace Emanuel Arnold, * 25. September 1937 in Wayland/Kentucky) ist ein US-amerikanischer Jazzschlagzeuger.
Arnold besuchte das Los Angeles City College. Nach seiner Rückkehr nach Kentucky spielte er in der Band von Max Roach. 1959 wurde er Mitglied der Bigband von Dave Baker. Nach Auftritten mit Rahsaan Roland Kirk und Charles Mingus wurde er 1960 Mitglied des Trios von Cecil McBee und Kirk Lightsey. Daneben trat er mit Paul Bley, Carla Bley, Hassan Ibn Ali und Steve Swallow auf.
Mitte der 1960er Jahre arbeitete er mit Henry Grimes und Bud Powell und unternahm eine Asientournee mit der Gruppe von Alvin Ailey. Von 1963 bis 1965 war er Mitglied der Band von Hugh Masekela und Miriam Makeba. Im Folgejahr studierte er Komposition bei Hy Gubernick und Heiner Stadler und Gitarre bei Ralph Towner.
1967 gründete er die The Here And Now Company, die er drei Jahre leitete und mit der u. a. Sam Rivers, Karl Berger, Joe Farrell und Robin Kenyatta auftraten. 1969 wirkte er bei Chick Coreas „Is“ Sessions mit; 1971 wurde er Mitglied von dessen Formation Return to Forever, zwei Jahre darauf des Quartetts von Stan Getz. Ein Stipendium der Rockefellerstiftung erlaubte ihm die Arbeit mit einem eigenen Quartett, dem Sam Rivers, Reggie Workman und David Friedman angehörten. Mit Archie Shepp unternahm er 1978 eine Japantournee.
Seit Anfang der 1980er Jahre unterrichtete Arnold am William Paterson College of New Jersey. Er arbeitete mit dem Kenny Burrell Trio, leitete ein eigenes Trio mit Vic Juris und Stomu Takashi und trat im Duo mit Will Calhoun auf.

## Diskographie
- Tribe mit David Friedman, George Mraz, Joe Farrell, Billy Harper, Ralph Towner, Ralph MacDonald, 1973
- Tales of the Exonerated Flea mit Ralph Towner, Art Webb, Rick Laird, Dave Bash Johnson, George Mraz, Sonny Fortune, John Abercrombie, Clint Houston, Jan Hammer, David Friedman, Dom Um Romão, 1974